# Гравець місяця Аллсвенскан
Гравець місяця Аллсвенскан (швед. Månadens Spelare i Allsvenskan) — нагорода найкращому футболісту чемпіонату Швеції з футболу (Аллсвенскан), що вручається за підсумками кожного місяця ігрового сезону. Переможець попереднього місяця визначається в перший тиждень наступного місяця. Нагорода вручається починаючи з сезону 2016.
Переможця визначає Шведська професійна футбольна ліга, а також спонсор (на зараз це — букмекерська контора Unibet). Гравець місяця обирається 6 разів упродовж ігрового сезону. Кожен переможець отримує по 10 000 шведських крон від головного спонсора. Переможця визначають 16 капітанів команд і спортивні журналісти, що представляють національні та місцеві ЗМІ. Кожного місяця журі голосує за п'ятьох фіналістів нагороди, після чого мають вправо проголосувати і вболівальники.

## Список переможців

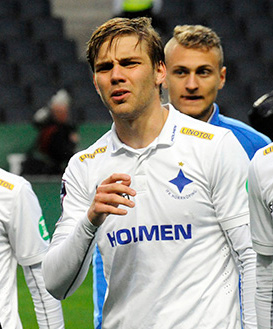
Крістоффер Нюман став першим футболістом, який був визнаний кращим гравцем місяця в Аллсвенскан

| †  | Нагорода була поділена з іншим гравцем |
| ВР | Воротар                                |
| ЗХ | Захисник                               |
| ПЗ | Півзахисник                            |
| НП | Нападник                               |

| Місяць   | Рік  | Гравець               | Клуб       | Позиція     | Джерело       |
| -------- | ---- | --------------------- | ---------- | ----------- | ------------- |
| Квітень  | 2016 | Крістоффер Нюман      | Норрчепінг | Нападник    | [ 2 ]         |
| Травень  | 2016 | Маркус Антонссон      | Кальмар    | Нападник    | [ 3 ]         |
| Липень   | 2016 | Відар Едн К'яртанссон | Мальме     | Нападник    | [ 4 ]         |
| Серпень  | 2016 | Магнус Ейкрем         | Мальме     | Півзахисник | [ 5 ]         |
| Вересень | 2016 | Александр Ісак        | АІК        | Нападник    | [ 6 ]         |
| Жовтень  | 2016 | Віктор Классон        | Ельфсборг  | Півзахисник | [ 7 ]         |
| Квітень  | 2017 | Кінгслі Сарфо         | Сіріус     | Півзахисник | [ 8 ]         |
| Травень  | 2017 | Ніклас Еліассон       | Норрчепінг | Півзахисник | [ 9 ]         |
| Липень   | 2017 | Сімон Лундевалль      | Ельфсборг  | Півзахисник | [ 10 ]        |
| Серпень  | 2017 | Ахмед Ясін            | Геккен     | Півзахисник | [ 11 ]        |
| Вересень | 2017 | Кім Чельстрем         | Юргорден   | Півзахисник | [ 12 ]        |
| Жовтень  | 2017 | Андерс Крістіансен    | Мальме     | Півзахисник | [ 13 ]        |
| Квітень  | 2018 | Джилоан Хамад         | Гаммарбю   | Півзахисник | [ 14 ]        |
| Травень  | 2018 | Па Дібба              | Гаммарбю   | Нападник    | [ 15 ]        |
| Липень   | 2018 | Саман Годдос          | Естерсунд  | Нападник    | [ 16 ]        |
| Серпень  | 2018 | Пауліньйо             | Геккен     | Нападник    | [ 17 ]        |
| Вересень | 2018 | Генок Гойтом          | АІК        | Нападник    | [ 18 ]        |
| Жовтень  | 2018 | Пауліньйо             | Геккен     | Нападник    | [ 19 ]        |
| Квітень  | 2019 | Лінус Галленіус       | Сундсвалль | Нападник    | [ 20 ]        |
| Травень  | 2019 | Тарік Ельюнуссі       | АІК        | Нападник    | [ 21 ]        |
| Липень   | 2019 | Маркус Даніельсон     | Юргорден   | Захисник    | [ 22 ]        |
| Серпень  | 2019 | Муамер Танкович       | Гаммарбю   | Нападник    | [ 23 ]        |
| Вересень | 2019 | Сеад Хакшабанович     | Норрчепінг | Півзахисник | [ 24 ]        |
| Жовтень  | 2019 | Даріян Боянич         | Гаммарбю   | Півзахисник | [ 25 ]        |
| Червень  | 2020 | Сеад Хакшабанович     | Норрчепінг | Півзахисник | [ 26 ]        |
| Липень   | 2020 | Ісаак Кісе Телін      | Мальме     | Нападник    | [ 27 ]        |
| Серпень  | 2020 | Стефано Векк'я        | Сіріус     | Півзахисник | [ 28 ]        |
| Вересень | 2020 | Крістоффер Нюман      | Норрчепінг | Нападник    | [ 29 ]        |
| Жовтень  | 2020 | Ула Тойвонен          | Мальме     | Нападник    | [ 30 ]        |
| Листопад | 2020 | Астріт Сельмані       | Варбергс   | Нападник    | [ 31 ]        |
| Квітень  | 2021 | Аслак Вітрю           | Юргорден   | Півзахисник | [ 32 ]        |
| Травень  | 2021 | Віктор Едвардсен      | Дегерфорс  | Нападник    | [ 33 ]        |
| Липень   | 2021 | Магнус Ерікссон       | Юргорден   | Півзахисник | [ 34 ]        |
| Серпень  | 2021 | Александер Милошевич  | АІК        | Захисник    | [ 35 ]        |
| Вересень | 2021 | Яльмар Екдаль         | Юргорден   | Захисник    | [ 36 ]        |
| Жовтень  | 2021 | Карлюган Ерікссон     | М'єльбю    | Воротар     | [ 37 ]        |
| Листопад | 2021 | Набіль Бахуї          | АІК        | Нападник    | [ 38 ]        |
| Квітень  | 2022 | Вілліот Сведберг      | Гаммарбю   | Півзахисник | [ 39 ]        |
| Травень  | 2022 | Александер Єремеєфф   | Геккен     | Нападник    | [ 40 ]        |
| Липень   | 2022 | Александер Єремеєфф   | Геккен     | Нападник    | [ 41 ]        |
| Серпень  | 2022 | Маркус Берг           | Гетеборг   | Нападник    | [ 42 ]        |
| Вересень | 2022 | Маркус Антонссон      | Вернаму    | Нападник    | [ 43 ]        |
| Жовтень  | 2022 | Міккель Рюгор         | Геккен     | Півзахисник | [ 44 ]        |
| Квітень  | 2023 | Ісаак Кісе Телін      | Мальме     | Нападник    | [ 45 ]        |
| Травень  | 2023 | Якоб Ондрейка         | Ельфсборг  | Нападник    | [ 46 ] [ 47 ] |
| Липень   | 2023 | Єппе Оккельс          | Ельфсборг  | Півзахисник | [ 48 ] [ 49 ] |
| Серпень  | 2023 | Адноур Трейстасон     | Норрчепінг | Півзахисник | [ 50 ]        |
| Вересень | 2023 | Арбнор Мучолі         | Гетеборг   | Півзахисник | [ 51 ]        |
| Жовтень  | 2023 | Себастіан Нанасі      | Мальме     | Нападник    | [ 52 ]        |
| Квітень  | 2024 | Себастіан Нанасі      | Мальме     | Нападник    | [ 53 ]        |
| Травень  | 2024 | Аксель Генрікссон     | ГАІС       | Півзахисник | [ 54 ] [ 55 ] |
| Липень   | 2024 | Густав Лундгрен       | ГАІС       | Півзахисник | [ 56 ]        |
| Серпень  | 2024 | Гуго Болін            | Мальме     | Півзахисник | [ 57 ]        |
| Вересень | 2024 | Густав Лундгрен       | ГАІС       | Півзахисник | [ 58 ]        |
| Жовтень  | 2024 | Нагір Бусара          | Гаммарбю   | Півзахисник | [ 59 ]        |

## Найбільша кількість перемог
В нижче наведеній таблиці зазначені гравці за кількістю перемог, що як мінімум двічі отримували звання кращого гравця місяця Аллсвенскан.
Жирним  виділені гравці, що продовжують виступи в Аллсвенскан.
Станом на жовтень 2024
| №                   | Гравець | Перемог |
| ------------------- | ------- | ------- |
| 8                   |         |         |
| Маркус Антонссон    | 2       |         |
| Александер Єремеєфф | 2       |         |
| Ісаак Кісе Телін    | 2       |         |
| Густав Лундгрен     | 2       |         |
| Себастіан Нанасі    | 2       |         |
| Крістоффер Нюман    | 2       |         |
| Пауліньйо           | 2       |         |
| Сеад Хакшабанович   | 2       |         |

## Перемог за країною
Станом на жовтень 2024
| Країна     | Гравців | Перемог |
| ---------- | ------- | ------- |
| Швеція     | 29      | 36      |
| Данія      | 3       | 3       |
| Норвегія   | 3       | 3       |
| Ісландія   | 2       | 2       |
| Бразилія   | 1       | 2       |
| Чорногорія | 1       | 2       |
| Албанія    | 1       | 1       |
| Гамбія     | 1       | 1       |
| Гана       | 1       | 1       |
| Еритрея    | 1       | 1       |
| Ірак       | 1       | 1       |
| Іран       | 1       | 1       |
| Фінляндія  | 1       | 1       |

## Перемог за позицією
Станом на жовтень 2024
| Позиція     | Гравців | Перемог |
| ----------- | ------- | ------- |
| Нападник    | 20      | 26      |
| Півзахисник | 23      | 25      |
| Воротар     | 1       | 1       |
| Захисник    | 3       | 3       |

## Перемог за клубом
Станом на жовтень 2024
| Клуб       | Гравців | Перемог |
| ---------- | ------- | ------- |
| Мальме     | 7       | 9       |
| Геккен     | 4       | 6       |
| Норрчепінг | 4       | 6       |
| Гаммарбю   | 6       | 6       |
| АІК        | 5       | 5       |
| Юргорден   | 5       | 5       |
| Ельфсборг  | 4       | 4       |
| ГАІС       | 2       | 3       |
| Гетеборг   | 2       | 2       |
| Сіріус     | 2       | 2       |
| Варбергс   | 1       | 1       |
| Вернаму    | 1       | 1       |
| Дегерфорс  | 1       | 1       |
| Естерсунд  | 1       | 1       |
| Кальмар    | 1       | 1       |
| М'єльбю    | 1       | 1       |
| Сундсвалль | 1       | 1       |